# Polnisch-sowjetischer Nichtangriffspakt
Der polnisch-sowjetische Nichtangriffspakt (polnisch Polsko-radziecki pakt o nieagresji, russisch Польско-советский договор о ненападении) war ein internationaler Vertrag zwischen der Sowjetunion und Polen, der am 25. Juli 1932 zwischen Vertretern beider Staaten unterzeichnet wurde. Er sah den Verzicht auf einen gegenseitigen Angriff vor.
Nach Ausbruch des Zweiten Weltkriegs, ausgelöst durch den Überfall auf Polen am 1. September 1939 durch NS-Deutschland, wurde der Vertrag durch die kriegerische sowjetische Besetzung Ostpolens gebrochen. Das Einverständnis dafür hatte Deutschland in dem geheimen Zusatzprotokoll zum deutsch-sowjetischen Nichtangriffspakt am 23. August 1939 gegeben.

## Hintergrund
Nach dem Polnisch-Sowjetischen Krieg (1919–1921) betrieb die polnische Regierung eine Politik der gleichen Distanz zur Sowjetunion und dem Deutschen Reich. Die meisten polnischen Politiker setzten auf eine Allianz mit Frankreich und darauf, weder Deutschland noch die UdSSR zu unterstützen.
Bereits 1926 wurden Verhandlungen mit der UdSSR aufgenommen, um einen Pakt über den Nichtangriff zu schließen. Der Friede von Riga sollte gefestigt werden und auch mit dem Deutschen Reich sollte ein Abkommen angestrebt werden. Im Juni 1927 wurden die Verhandlungen unterbrochen, als Großbritannien die diplomatischen Beziehungen zur Sowjetunion abbrach und der sowjetische Generalbevollmächtigte Pjotr Woikow in Warschau ermordet worden war. 1931 wurden die Verhandlungen  in Moskau durch den polnischen Botschafter Stanisław Patek wieder aufgenommen und der Pakt am 25. Juli 1932 unterzeichnet. Er galt zunächst für eine Dauer von drei Jahren. Am 23. Dezember 1932 wurde der Pakt ratifiziert. Am 9. Januar 1933 wurde er bei der League of Nations Treaty Series hinterlegt. Am 5. Mai 1934 wurde der Pakt bis zum 31. Dezember 1945 verlängert. Die Vertragsparteien sicherten sich den Verzicht auf aggressive Handlungen und Neutralität bei Angriffen Dritter zu.
Am 23. September 1938 teilte die Sowjetunion Polen mit, dass der Pakt für null und nichtig angesehen würde, falls Polen völkerrechtswidrig Teile der Tschechoslowakei besetzen werde. Als Polen dies missachtete und illegal Teile des Nachbarlandes annektierte (Olsagebiet und Arwa-Zips Gebietsstreifen), reagierte die Sowjetunion jedoch nicht.
Am 26. November 1938 wurde – trotz der Aussage der Sowjetregierung vom 23. September – die Gültigkeit des Vertrages beiderseitig bestätigt und um weitere 5 Jahre (bis zum 5. Dezember 1945) verlängert.
Der Pakt wurde als zwischenzeitlicher Triumph der polnischen Diplomatie angesehen. Dies vor allem, weil sich die Beziehungen Polens zu seinem westlichen Verbündeten Frankreich in den Jahren davor nicht verbessert hatten und die Verhandlungsposition Warschaus mit Berlin durch den Nichtangriffspakt mit Moskau gestärkt wurde. Achtzehn Monate nach dem Pakt wurde am 26. Januar 1934 der Deutsch-polnische Nichtangriffspakt geschlossen, der einseitig am 28. April 1939 durch NS-Deutschland gekündigt wurde.

## Nichtigkeitserklärung 1939
In der Nacht vom 16. zum 17. September 1939, nach der Flucht der polnischen Regierung aus Warschau, händigte der sowjetische Volkskommissar für auswärtige Beziehungen Molotow dem polnischen Botschafter in Moskau Wacław Grzybowski eine diplomatische Note des sinngemäßen Inhalts aus, dass mit dem offenkundigen Zusammenbruch des polnischen Staates und der Flucht seiner Regierung sämtliche zwischen der Polnischen Republik und der UdSSR geschlossenen Verträge für nichtig betrachtet würden. Die Sowjetunion sähe sich jedoch genötigt, ihre bisherige „Neutralität“ aufzugeben, um den auf polnischem Staatsgebiet lebenden Bürgern ukrainischer und weißrussischer Nationalität zu deren Schutz „zu Hilfe zu kommen“. Damit und mit einer über TASS verbreiteten Radioansprache wurde der in diesen Stunden beginnende Einmarsch der sowjetischen Streitkräfte begründet und die vorherige Teilmobilmachung der Roten Armee in den westlichen Militärbezirken von Anfang September nachträglich als Vorsichtsmaßnahme legitimiert.